# 日本ジブチ地位協定
日本ジブチ地位協定（にっぽんジブチちいきょうてい）は、2009年4月3日に署名された日本とジブチとの間における地位協定である。正式名称はジブチ共和国における日本国の自衛隊等の地位に関する日本国政府とジブチ共和国政府との間の交換公文（ジブチきょうわこくにおけるにほんこくのじえいたいとうのちいにかんするにほんこくせいふとジブチきょうわこくせいふとのあいだのこうかんこうぶん）。

## 経緯
- 2009年（平成21年）4月3日 - 日本国政府とジブチ共和国政府の合意により、地位協定を調印[2]。

## 名称
英語では、Japan Self Defense Force base in Djibouti。直訳すると、在ジブチ自衛隊基地となっている。

## 概要
協定はPKO協力法の理念を参照し国連憲章105条「自己の任務を独立に遂行するために必要な特権及び免除を享有する」および国連軍地位協定モデル案「国連平和維持活動の軍事部門の軍事構成員は、受入国・地域で犯すことのあるすべての犯罪について、各参加国（注：兵員提供国のこと）の専属管轄に属する」（47項b）に準じ、また日本が過去、ザイール、クウェートと締約した交換公文に準じ、全体的に派遣国（日本）側を配慮し、優遇した協定になっている。
自衛隊の派遣は国連安保理決議の要請に応じて決定されたものではなく（PKO活動ではない）海上警備行動の発令に従い独自に実施される主旨のものである。交換公文は4月3日に署名され、同時に無償資金協力として8億6千万円の食料援助及び9億2500万円のラジオテレビ放送局番組作成機材整備計画に関する交換公文も書名された。

### ジブチ基地内の条文
とされ、ジブチ政府官吏による自衛隊の拠点内への出入りは日本国政府の権限ある代表者から許可を得て実施されるものとされている。
また、自衛隊の活動への介入、資産等の差し押さえは条約によって禁止されている。

### 自衛隊物資輸入時の検査
とされ、日本国政府及び防衛省による自衛隊の物資の輸入等についてジブチ側が制定している関税、租税及び課徴金は免除される。また輸入された自衛隊の物資等については、ジブチ側の検査は、日本国政府の権限のある代表者の立会いの下においてのみ実施される。

### 活動範囲
と地位協定に記載されている。

### 税金の免除
とされ、現地で活動するため借り上げる輸送手段について租税あるいは課徴金を課されることなく、公道、橋、渡船施設、空港及び港を利用することができる（鉄道など記載されていない輸送手段については規定なし）。

### 検疫によるクラスター問題
新型コロナウイルス感染症（COVID-19）の流行に際し、自衛隊、日本の政治家の検疫や感染拡大防止対策についてジブチ側の規定が一切及ばず、自衛隊のジブチ出入国時の新型コロナウイルスに関する検査をしない、ジブチ政府側が把握できていなかったことが判明し、自衛隊の拠点内でクラスターが発生した事が判明した。

## 裁判権
要員については、
と規定され、更に
外交特権のある外交官と同様に、ジブチの裁判権には服さず、日本の当局が全ての裁判権を持つ。
この特権は、現地雇用職員には適用されない。
ジブチの自衛隊の拠点内について、ジブチの法令を適用しないという規定はないが、要員に対して裁判権を行使できないため執行が困難である。
ジブチ国民が自衛隊の拠点で事件または事故を起こした場合についてジブチの法令の適用を排除する規定はない。

### 過失犯について「法の空白」の論点
自衛隊員の現地での「過失犯」は現地の法律でも日本の法律でも裁かれないため、法の空白が存在しているとの議論がある。刑法の国外犯処罰規定に過失犯は含まれていないためであり、危険運転致死罪を含む自動車の運転により人を死傷させる行為等の処罰に関する法律の場合も同様である。

## 協定に対する批判
ジャーナリストの布施祐仁は、本協定について日米地位協定以上に不平等であり、治外法権を強いる内容であると論じている。